# Владимир Петков
Вижте пояснителната страница за други личности с името Владимир Петков.
Владимир Иванов Петков е български шахматист, гросмайстор.

## Турнирни резултати
- 2005 – Задар (първо място на „Задар Оупън“ със статут на Открито първенство на Хърватия)

## Участия на шахматни олимпиади
| Година | Организатор | Отбор    | Класиране (отборно) | Дъска         |
| 2006   | Торино      | България | 9                   | Първа резерва |